# Karl Hartl
Karl Hartl est un réalisateur et monteur autrichien, né le 10 mai 1899 à Vienne où il est mort le 29 août 1978 .

## Biographie
Karl Hartl a commencé sa carrière au temps du muet en réalisant des films dans un style marqué par l'expressionnisme.
Il est également connu pour avoir réalisé deux films de science-fiction : F.P.1 antwortet nicht (La plateforme F.P.1 ne répond plus) en 1932 et Gold (Or) en 1934.
Sous le Troisième Reich, il s'est spécialisé, comme le réalisateur et acteur Willi Forst, dans le cinéma de divertissement en tournant des films d'opérette ou des comédies romantiques. À la fin de la Seconde Guerre mondiale, Karl Hartl, directeur des Studios Rosenhügel, a pu empêcher avec quelques employés la destruction de ces studios cinématographiques ordonnée par le régime nazi afin qu'ils ne tombent pas aux mains de l'Armée rouge.
Après la Guerre, il a poursuivi sa carrière de metteur en scène en Allemagne de l'Ouest.

## Filmographie
- 1922 : Herren der Meere d'Alexander Korda
- 1924 : La Tragédie des Habsbourg (Tragödie im Hause Habsburg) de Alexander Korda
- 1924 : L'Esclave reine de Mihaly Kertész
- 1930 : L'Immortel Vagabond
- 1930 : Ein Burschenlied aus Heidelberg
- 1931 : Les Monts en flammes
- 1932 : Die Gräfin von Monte-Christo
- 1932 : Der Prinz von Arkadien
- 1932 : F.P.1 antwortet nicht
- 1933 : Caprice de princesse
- 1933 : IF1 ne répond plus
- 1933 : F.P.1
- 1933 : Ihre Durchlaucht, die Verkäuferin
- 1934 : L'Or
- 1934 : So endete eine Liebe
- 1935 : Zigeunerbaron
- 1936 : Die Leuchter des Kaisers
- 1937 : Ritt in die Freiheit
- 1937 : On a tué Sherlock Holmes (Der Mann, der Sherlock Holmes war)
- 1938 : Gastspiel im Paradies
- 1942 : Aimé des dieux (Wen die Götter lieben)
- 1948 : L'Ange à la trompette (Der Engel mit der Posaune)
- 1948 : The Mozart Story
- 1951 : The Wonder Kid
- 1951 : Der schweigende Mund
- 1952 : Le Mystère de la vie (Haus des Lebens)
- 1953 : Liebeskrieg nach Noten
- 1953 : Alles für Papa
- 1954 : Weg in die Vergangenheit
- 1955 : Mozart
- 1957 : Rot ist die Liebe
- 1960 : Guillaume Tell (de)